# Parelumoides marginatus
Parelumoides marginatus là một loài chân đều trong họ Eubelidae. Loài này được Ferrara & Schmalfuss miêu tả khoa học năm 1983.